# Ján Botto
Ján Botto (seudónimo: Janko Maginhradský) (Vyšný Skálnik; 27 de enero de 1829 – Banská Bystrica; 28 de abril de 1881) fue un poeta romántico eslovaco.

## Biografía
Ján Botto nació el 27 de enero de 1829 en Vyšný Skálnik, hijo de Juraj y Katarína Botto. Su madre murió cuando Ján contaba con apenas trece años. Realizó sus estudios primarios en una escuela luterana en Nižný Skálnik. Estudió latín en Ožďany. Continuaría su estudios en el liceo evangélico en Levoča, para más tarde ir a estudiar topografía en Pest.
Fue el miembro más joven del grupo Štúrovci, discípulos de Ľudovít Štúr, exponentes del romanticismo literario y del renacimiento nacional eslovaco, junto con Samo Chalupka, Andrej Sládkovič y Janko Kráľ. Su poema alegórico Smrť Jánošíkova (La muerte de Jánošík) es la obra eslovaca más reconocida sobre el legendario bandido Juraj Jánošík.

## Obras

### Poemas alegóricos
- Svetský víťaz, 1846
- Povesti slovenské, 1846
- Báj na Dunaji, 1846
- K mladosti, 1847
- Poklad Tatier
- Obraz Slovenska

### Baladas
- Dva hroby
- Z vysokých javorov lístočky padajú
- Tajný šuhaj
- Práčka na Rimave
- Rimavín
- Žltá ľalia
- Ctibor
- Margita a Besná
- Lucijný stolček

### Poemas patrióticos
- Vojenské piesne
- Duma nad Dunajom
- K holubici
- Ohlas na „Hlas z Martina“, 6. lipeň
- Ku dňu 6. júna, 1861
- 4. august 1863
- Nad mohylou J. Kollára
- Dumka na blahú pamäť Sládkovičovu
- Nad hrobom Sládkovičovým pri sadení lipy
- K hodom Slávy
- 12. január 1870
- Vrahom
- Memorandum

### Composiciones
- Pieseň Jánošíkova, 1846
- Krížne cesty, 1858
- Smrť Jánošíkova, 1862
- Alžbete Báthoryčke – manuscrito

### Otros
- Báj na Dunaji, 1846
- Báj Maginhradu
- Báj Turca
- Povesť bez konca
- Spevy Jána Bottu, 1880
- Ohlas ukrajinskej dumky
- Krakoviaky
- Pochod juhoslovanský
- Ohlas srbskej piesne
- Čachtická pani